# Consortium Forestier des Grands Réseaux Français au Gabon

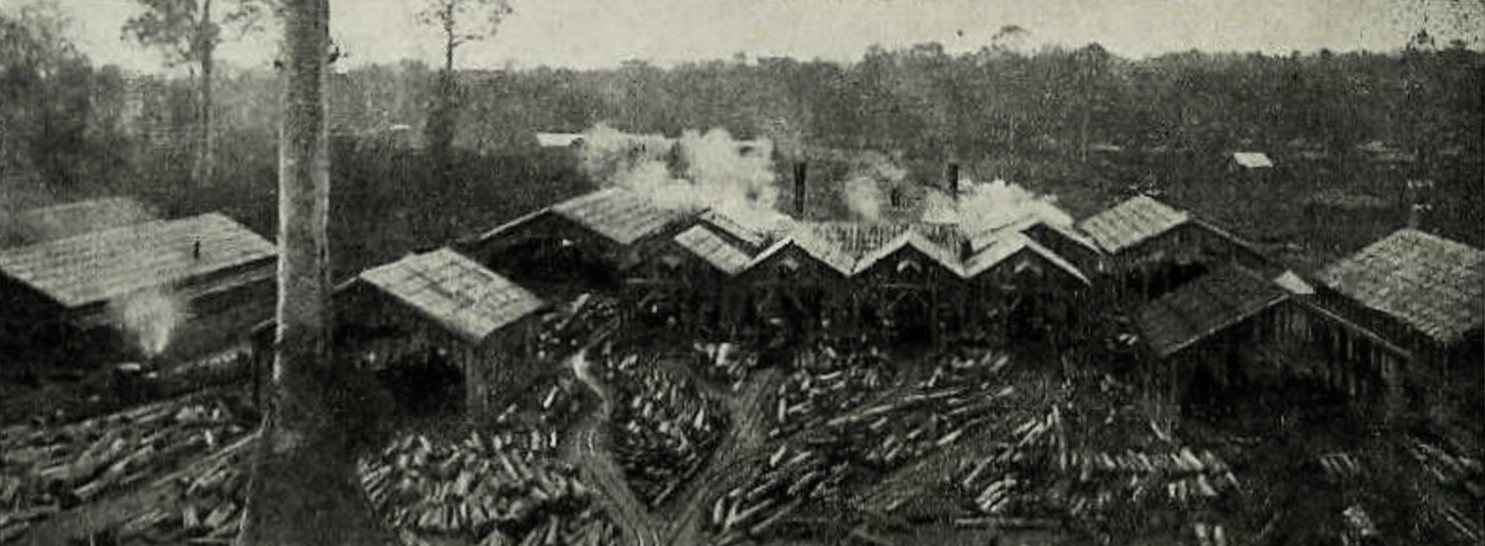
Gesamtansicht des Sägewerks in Foulenzem, um 1930

Das Consortium Forestier des Grands Réseaux Français au Gabon bzw. Consortium Forestier et Maritime des Chemins de fer Français (CFM) befasste sich in Zusammenarbeit mit den französischen Eisenbahngesellschaften mit dem Holzeinschlag und der Herstellung von Eisenbahnschwellen südlich des Gabun-Ästuars, etwa 100 km südöstlich von Libreville in Gabun.

## Geschichte

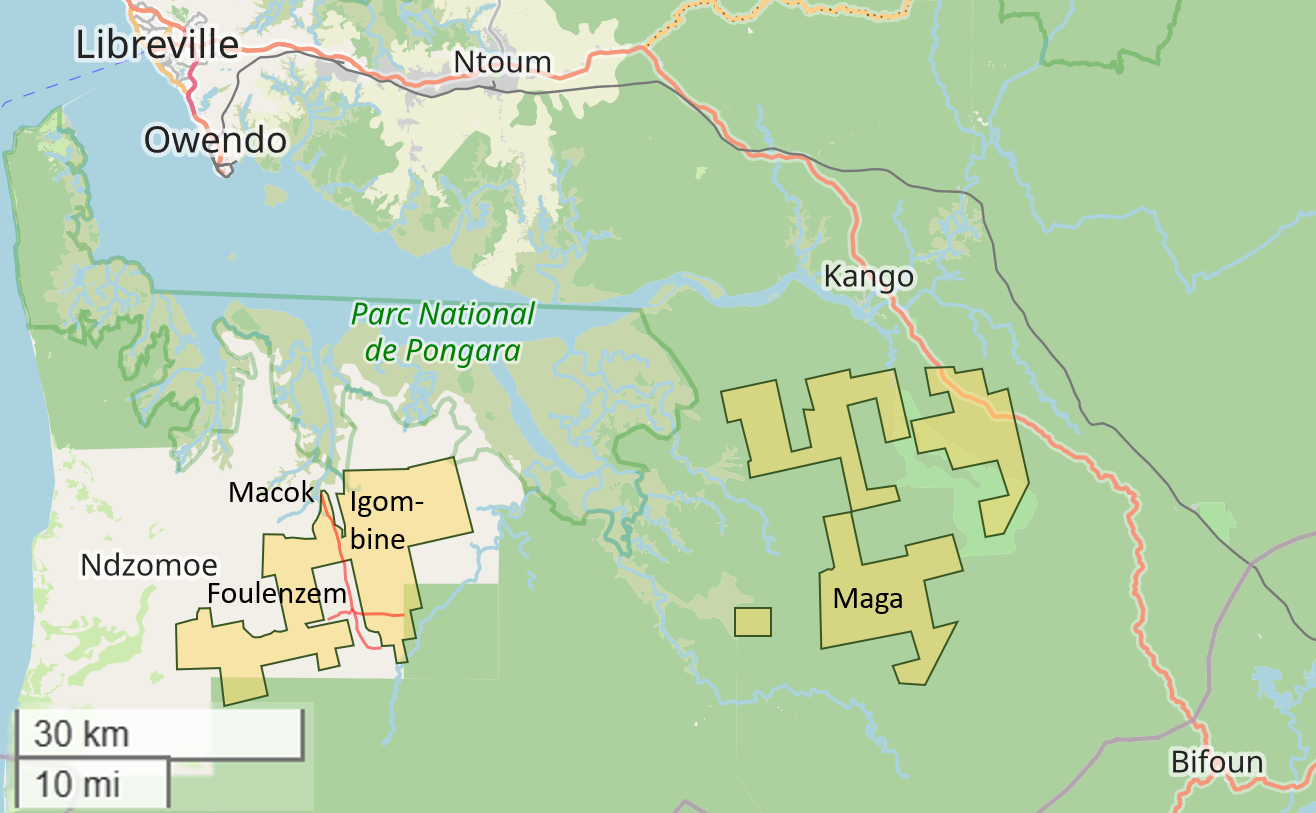
Ehemalige Konzessionen des CFM und Trasse der Waldbahn

Das Consortium Forestier des Grans Reseaux Francais wurde 1920 von der französischen Eisenbahnverwaltung Chemins de fer de l’État und den fünf großen französischen Eisenbahngesellschaften in der Rue Jules-Lefebre im 9. Arrondissement von Paris gegründet. Sein Gesellschaftszweck war die Ausbeutung einer 150.000 Hektar großen Forstkonzession in den Igombiné- und Maga-Gebieten in Gabun. Die Länge der Forstwirtschaftswege betrug 30 km, die Leistung der Holzrücker, die auf den Rodungen eingesetzt wurden, betrug insgesamt ca. 400 PS. Der Transport zwischen dem Konzessionsgebiet und den Frachtschiffen, die die Schwellen des Holzeinschlags verluden, wurde durch eine Waldeisenbahn und eine Flottille von Flussschiffen, bestehend aus zwei großen Dampfschleppern, drei leichten Pinassen und mehreren 100-Tonnen-Lastkähnen, sichergestellt.

## Sägewerk
In Foulenzem, auf einer großen Hochebene 6 km südlich von Macok, wurde 1922 ein Sägewerk installiert, das mit vertikalen Gattersägen mit mehreren Sägeblättern, einer Bandsäge, einer horizontalen Besäummaschine mit großer Länge und mehreren Pendelkreissägen ausgestattet war. Für den Zuschnitt von Wagenbodenbrettern und Sonderzuschnitten wurde ein zweites Sägewerk mit zwei Panhard-Bandsägen für Stammdurchmesser von 1,10 m und 1,50 m sowie einem Mehrblattbesäumer gebaut.

## Waldbahn

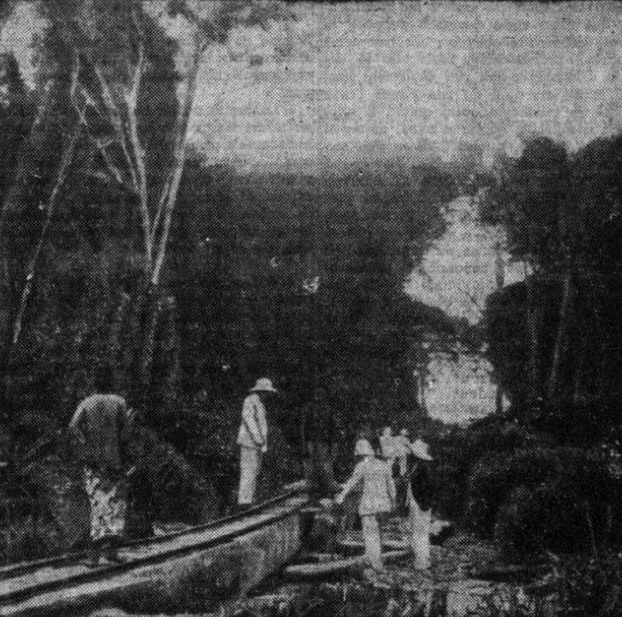
Waldbahn zur Okoumé-Gewinnung im Äquatorialwald, Bild aus der Zeitung La Croix vom 14. März 1939, S. 4

Zur Versorgung des Sägewerkes und für den Abtransport von Baumstämmen und Sägeprodukten, wurde eine schmalspurige Waldbahn mit der Spurweite von 600 mm verlegt, die mit mehreren Decauville-Dampflokomotiven, etwa 100 Flachwagen mit Rungen, einigen offenen Wagen und leichten Handdraisinen betrieben wurde. Diese eingleisige Strecke bediente in erster Linie das Gebiet zwischen Macok und Foulenzem mit zahlreichen Zweigstrecken und Ausweichstellen sowohl in Macok als auch beim Sägewerk.
| Nr.                | Baujahr | Bauart | Spurweite | Leer- gewicht | Betreiber                   |
| ------------------ | ------- | ------ | --------- | ------------- | --------------------------- |
| Decauville N° 1775 | 1920    | C n2t  | 600 mm    | 8 t           | Consortium Forestier, Gabun |
| Decauville N° 1777 | 1920    | C n2t  | 600 mm    | 8 t           | Consortium Forestier, Gabun |
| Decauville N° 1802 | 1925    | C n2t  | 600 mm    | 8 t           | Consortium Forestier, Gabun |

Die Nutzung der Decauville-Gleisjoche veränderte die Waldarbeit Ende der 1920er Jahre. Die Erschöpfung der Okoumé-Bestände in den flussnahen Wäldern und die längeren Wege zwischen den noch stehenden Bäumen und der Stelle, an der die Stämme zum Flößen ins Wasser gelassen wurden, erforderten eine Ausweitung des Einschlagsgebiets und die Suche nach einem bequemen Verfahren, um die Stämme zum Fluss zu befördern. Die Lösung waren die tragbaren Decauville-Gleise, die aus 5 m langen, transportablen Elementen mit einer Spurweite von 600 mm bestanden. Die Consortium Forestier erfasste die Okoumé-Bäume in dem Gebiet, das es ausbeuten wollte, und nachdem es die Tonnage der zu exportierenden Stämme geschätzt hatte, konnte es die Hauptstrecke und die für den Abtransport erforderlichen fliegenden Gleise anlegen. Wenn ein Bezirk erschöpft war, wurden die Bahnen verlegt, bis das gesamte Gebiet abgeholzt war. Danach wurde die Hauptstrecke abgebaut und in ein neues Gebiet transportiert.

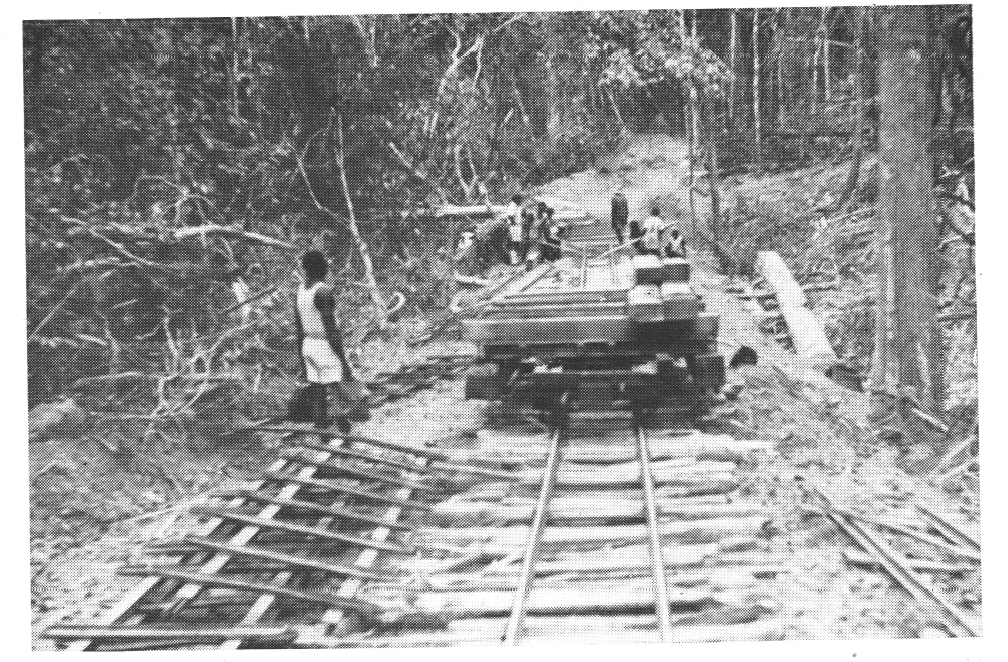
Bau einer temporären Waldbahnstrecke durch das CFM

Dank der einfach zu verlegenden Decauville-Gleise konnten die Gleise den Arbeiten in den Abholzungsgebiete folgen. Erdarbeiten, der Bau von Brücken mit langen Hartholzstämmen, die von einer Seite der Schlucht zur anderen verlegt wurden, das Verlegen von rustikalen Schwellen und Faschinen als Unterbau für die vorgefertigten Gleisjoche wurden zu einer der Haupttätigkeiten der Waldarbeiter.
Es entstand ein Wettkampf um Arbeitskräfte, zumal die meisten Arbeiten noch von Hand ausgeführt wurden: Das Fällen mit der Axt, das Entasten und Ablängen vor Ort, das händische Holzrücken mit Lianen und Hebelstangen auf den mit einer Machete angelegten Wegen bis zu den Waldbahngleisen, und das Verladen der Stämme auf die Loren unter Zuhilfenahme von zwei Hartholzstangen, die eine schiefe Ebene bildeten. Anfangs wurden die Züge mit den Stämmen von den Waldbahnern des Sägewerks bis zu dem Ort geschoben und gezogen, wo sie zum Weitertransport ins Wasser gelassen werden konnten. Später ersetzten Lokomotiven auf längeren Strecken die Männer.

## Betriebsdaten
Das CFM beschäftigte bei vollem Betrieb ca. 1000 gabunische Bedienstete und ca. 40 Europäer. Über die gesamte Konzessionsdauer von 1921 bis 1972 insgesamt über 700 Europäer bei CFM beschäftigt. Der Umsatz des CFM betrug in der letzten Periode umgerechnet rund 60 Mio. € pro Jahr.
Am 31. Dezember 1972 beliefen sich die Gesamtverluste auf 877 Millionen CFA-Francs, denen ein Gewinn während der Liquidierung von 273,6 Millionen CFA-Francs gegenüberstand. Es entstand also ein Gesamtverlust in der Größenordnung von 600 Millionen CFA-Francs, was 12 Mio. französischen Francs oder 35 Mio. Euro entspricht. Der Gesamtverlust kann also auf 600 oder CFA-Francs beziffert werden oder unter Einberechnung der an die SNCF gezahlten Erträge auf immerhin noch 158 Millionen CFA-Francs. Die Herstellung der Schwellen kostete zwar jeweils 2 bis 8 Francs mehr als die der Mitbewerber, das Consortium ermöglichte aber eine regelmäßige und qualitativ hochwertige Versorgung zu wettbewerbsfähigen Preisen.

## Konzessionsende
Zwischen 1960 und 1972 wurden die Schienen der Waldbahn abgebaut und durch Waldwege ersetzt. 1972 lief der Konzessionsvertrag zwischen der SNCF und der gabunischen Regierung aus. Zu diesem Zeitpunkt erreichten die Anlagen in Foulenzem, die so konzipiert waren, dass ihre Lebensdauer der des Konzessionsvertrags entsprach, an der Verschleißgrenze und befanden sich zudem innerhalb eines Waldgebiets, das seit 1921 bewirtschaftet wurde und dessen nutzbare Holzarten erschöpft waren.

## Nachwirkungen
Die Forstwirtschaft in Gabun war seit 1896, als der erste Okoumé-Stamm auf den Markt gebracht wurde, vor allem auf den Export von Holzstämmen ausgerichtet. Bei der Holzverarbeitung in Sägewerken handelte sich eher um eine Nebenaktivität der Forstwirtschaft, die in dem Bestreben eingerichtet worden war, diese durch die Verarbeitung der ansonsten nicht exportierbaren minderwertigen Qualitäten rentabler zu machen. Damit hatte insbesondere das Consortium Forestier et Maritime eine echte Holzverarbeitungsindustrie geschaffen, die dazu bestimmt war, den Bedarf der französischen Eisenbahn an Schwellen zu decken und den Weltmarkt mit Sperrholz zu versorgen. Dies bewies, dass eine Holzverarbeitungsindustrie in Gabun möglich ist, sofern sie auf geeigneten Zielsetzungen beruht.
Die Waldressourcen Gabuns sind mit 22 Millionen Hektar Wald, die 85 % der Landesfläche bedecken, reichlich vorhanden. Das Volumen der jährlich genutzten Stämme wird auf über 2 Millionen geschätzt, bei einem jährlichen Zuwachs von über 5 Millionen Kubikmetern. Das derzeitige Niveau der Gabuner Holzverarbeitungsindustrie ist allerdings wenig ermutigend und die Anzahl und das Volumen der verarbeiteten Produkte sind sehr begrenzt: Schäl- und Sperrholzfurniere sowie Balken und Bretter als Schnittholz, so dass der Export von Rundholz nach wie vor 97 % der Produktion ausmacht. Aufgrund der Schwäche der ersten Verarbeitungsstufe bleiben die Einheiten der zweiten Verarbeitungsstufe auf handwerklicher Ebene.
Aus diesem Grund setzte die Regierung am 20. Juni 1995 in Libreville eine interministerielle Kommission unter dem Vorsitz des Ministers für Forstwirtschaft und Umwelt ein, die sich mit der Problematik der Industrialisierung der Holzwirtschaft und der technologischen Modernisierung befassen sollte, um den Anteil der Verarbeitung von Waldprodukten zu erhöhen. Um die langfristige Ausrichtung Gabuns auf die Forstwirtschaft zu bestätigen und zu erhalten und die Forstwirtschaft im Hinblick auf die zu entwickelnde Industrie neu zu organisieren, soll die Waldbewirtschaftung politisch durch die Ausarbeitung neuer Vorschriften für den Holzeinschlag und die Einführung von Instrumenten zur Überwachung und Kontrolle des Holzeinschlags geregelt werden. Dabei wurde eine lokale Verarbeitungsrate der lokalen Forstproduktion von 50 % im Jahr 2000 und 90 % im Jahr 2025 sowie eine festgelegte Holznutzungsquote bei der Vergabe von Aufträgen im öffentlichen Interesse angestrebt.